# Berlin-Est
 (octobre 2020).
Si vous disposez d'ouvrages ou d'articles de référence ou si vous connaissez des sites web de qualité traitant du thème abordé ici, merci de compléter l'article en donnant les références utiles à sa vérifiabilité et en les liant à la section « Notes et références ».
1949–1990
Entités précédentes :
- Allemagne occupée (zone soviétique)

Entités suivantes :
- Land de Berlin (République fédérale d'Allemagne)

Le nom de Berlin-Est (en allemand : Ost-Berlin) désigne la partie de Berlin qui a correspondu, entre 1949 et 1990, à la zone du secteur d'occupation dévolu aux Soviétiques en 1945. Cette zone s'étendait sur 45,6 % de la superficie totale de la ville, tandis que les secteurs américain, britannique et français formaient Berlin-Ouest, enclave de la République fédérale d'Allemagne (RFA) en République démocratique allemande (RDA).
Lors de la création de la RDA, le 7 octobre 1949, Berlin-Est en devient la capitale. Les Allemands de l'Est appelaient tout simplement cette partie de la ville « Berlin » (ou, parfois, « Berlin, capitale de la RDA » — Berlin, Hauptstadt der DDR) qu'ils considéraient comme étant la seule héritière de l'ancienne capitale allemande, tandis que Berlin-Ouest était tout simplement désigné sous le terme de Westberlin.
Dès 1952, Berlin-Est devient l'un des quinze Bezirke (districts) créés lors de la réforme territoriale voulue par le pouvoir communiste en remplacement des cinq anciens Länder.
Du 13 août 1961 au 9 novembre 1989, Berlin-Est est séparée de Berlin-Ouest par le mur de Berlin.

## Administration

### Les maires est-berlinois
La partie orientale de la ville fut dirigée par des bourgmestres (en allemand : Oberbürgermeister) :
- Friedrich Ebert junior (1948–1967)
- Herbert Fechner (1967–1974)
- Erhard Krack (1974–1990)
- Ingrid Pankraz (1990)
- Christian Hartenhauer (1990)
- Tino Schwierzina (1990–1991)
- Thomas Krüger (1991)

### Districts est-berlinois

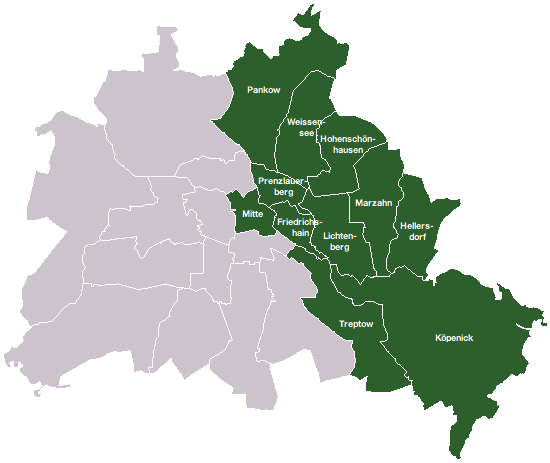
Districts de Berlin-Est en 1990

À la veille de la réunification allemande, Berlin-Est était constituée des onze districts municipaux suivants :
- Mitte
- Prenzlauer Berg
- Friedrichshain
- Treptow
- Köpenick
- Lichtenberg
- Weißensee
- Pankow
- Marzahn (créé en 1977)
- Hohenschönhausen (créé en 1985)
- Hellersdorf (créé en 1986)

## Histoire
Pour un article plus général, voir Histoire de Berlin.

### Scission administrative du Grand Berlin
Au mois de mai 1945, après la bataille de Berlin, les Soviétiques occupent totalement la ville et nomment un premier magistrat à leur solde en la personne d’Arthur Werner ainsi qu'un gouvernement provisoire composé de membres du Parti communiste d'Allemagne (KPD), alors de retour d’exil de Moscou.
Cependant, en vertu des décisions prises à la conférence de Yalta, tenue du 2 au 11 février 1945, où les Alliés s'accordent pour diviser Berlin et l'Allemagne en quatre secteurs d'occupation, les forces soviétiques doivent évacuer pendant l'été suivant les districts ouest de la ville qu'Américains, Britanniques et Français investissent aussitôt.

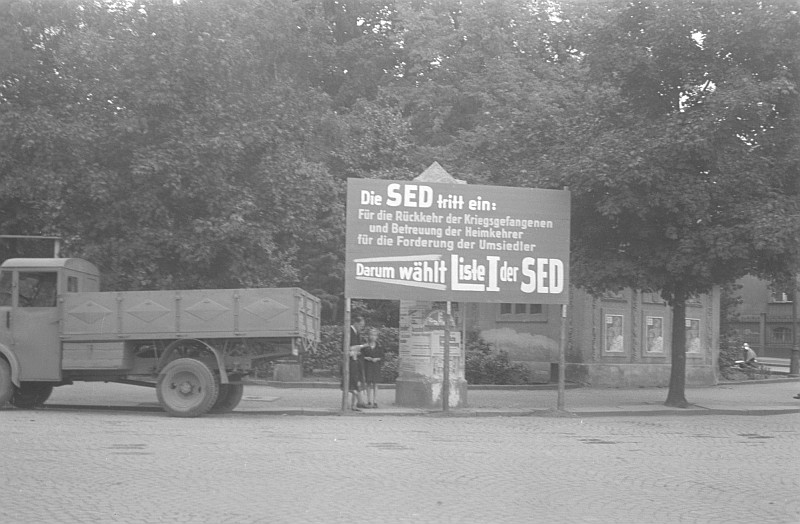
Affiche électorale du SED à Bautzen dans le Land de Saxe en août 1946.

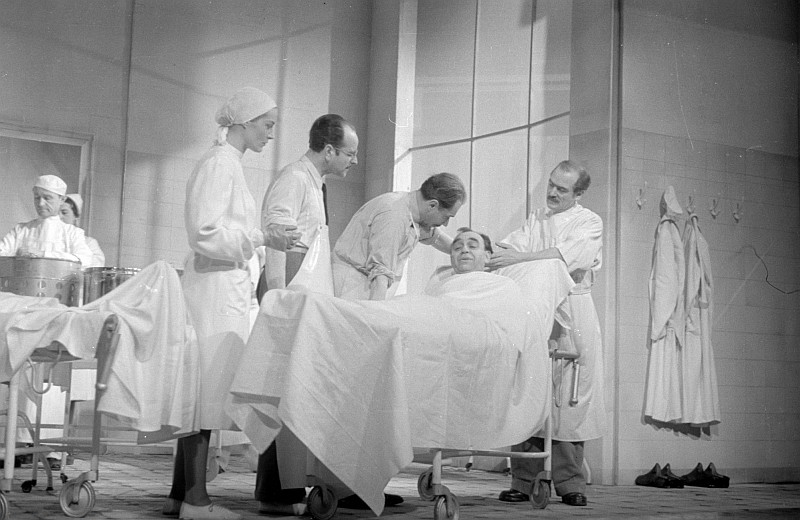
La pièce de Friedrich Wolf, Professeur Mamlock, interdite par le régime hitlérien à compter de 1933 car dénonçant l'antisémitisme, est à nouveau en représentation en 1946 au Hebbel-Theater de Berlin.
Photo d'Abraham Pisarek.

Les premières élections municipales d'après-guerre ont lieu le 20 octobre 1946 dans les quatre secteurs d'occupation et se soldent par une nette victoire du SPD devant la CDU et les communistes du Parti socialiste unifié d'Allemagne (SED) nouvellement constitué.
Berlin, en ruines, devient presque ingouvernable : une opposition politique croissante tant dans l'administration quotidienne de la ville que dans les délibérations du conseil municipal se développe, allant jusqu'à des émeutes et des occupations de locaux dans les secteurs ouest. Cette agitation, probablement alimentée par les communistes, est désavouée officiellement par les élus du SED.
La scission administrative et politique de la ville est consommée lorsque ces derniers organisent le 30 novembre 1948 un « conseil des représentants de quartier » auquel participent de soi-disant délégations des usines de la zone Est. Ce conseil réinvestit alors dans ses fonctions Arthur Werner qui nomma Friedrich Ebert junior (le fils de Friedrich Ebert, premier président de la république de Weimar) maire de l'agglomération du Grand Berlin. La municipalité communiste s'installe alors au Rotes Rathaus, l'hôtel de ville central situé en secteur soviétique.
Le 5 décembre suivant, un nouveau scrutin municipal doit se tenir sur l'ensemble du territoire berlinois, mais il n'est finalement organisé que dans les secteurs ouest, les autorités soviétiques interdisant la tenue du scrutin dans le secteur qu'elles administrent. À l'issue du vote, Ernst Reuter est désigné comme maire par les électeurs de l'Ouest qui désavouent le maire pro-communiste Friedrich Ebert. Son équipe prend possession du Rathaus Schöneberg, l'hôtel de ville du district de Schöneberg situé en secteur américain.

### Les débuts de la reconstruction
La scission de la ville consommée, la nouvelle équipe municipale de Berlin-Est s'attelle à la reconstruction de la partie orientale, d'autant plus que celle-ci devient la capitale de la République démocratique allemande lors de la fondation de celle-ci le 7 octobre 1949, et qu'elle bénéficie de la part du nouvel État des aides substantielles permettant le financement de 50 % des constructions de logements.
La reconstruction de Berlin-Est repose sur les « Seize principes de la construction urbaine » (Sechzehn Grundsätze des Städtebaus) du 27 juillet 1950 et sur les « principes du réaménagement de Berlin intra muros » (Grundsätze für die Neugestaltung der Berliner Innenstadt) issus des plans précédents (notamment du « plan collectif », le Kollektivplan, de Hans Scharoun). Le 6 septembre 1950, le projet urbain est finalement adopté.
Les « principes du réaménagement » prévoyaient une avenue de 90 mètres de large allant de l'Est de la ville jusqu'à l'avenue Unter den Linden en passant par l'Alexanderplatz devenue le nouveau centre-ville. L'application de ces principes commença en 1951 sur la Stalinallee.
On profite de cette restructuration urbaine pour démolir certains symboles du régime nazi tels que la chancellerie du Reich (située près de la Potsdamer Platz) ou du « militarisme prussien » (selon la terminologie officielle) tels que le château de Berlin, rasé dès 1950.
Les équipements culturels et universitaires ne sont pas oubliés : 
- On rouvre dès 1946, l'université Frédéric-Guillaume, rebaptisée université Humboldt, mais qui entre vite en concurrence avec des éléments dissidents passés à l'ouest qui fondent l'université libre de Berlin.
- Le Deutsches Theater accueille les premiers pas de la troupe du Berliner Ensemble fondée par Bertolt Brecht en 1949.
- On commence la restauration du Bode Museum et de la Alte Nationalgalerie situés sur l'Île aux Musées.

Les infrastructures de transport sont progressivement remises en service par la création d'une nouvelle Berliner Verkehrsbetriebe (BVB), la « compagnie des transports berlinois », différente du Berliner Verkehrsbetriebe (BVG) située à l'ouest. Celle-ci met l'accent sur le développement du réseau de tramway (Straßenbahn) qui devient en quelques années l'un des plus étendus au Monde.

On remet aussi provisoirement en service la gare ferroviaire de Lehrter Stadtbahnhof qui est partagée avec les autorités ouest-berlinoises.

Tandis que la base aérienne de Schönefeld, située à l'extérieur des limites du Grand Berlin, dans le Brandebourg, alors occupée par l'Armée rouge, est transformée en aéroport civil (celui de Tempelhof étant situé en zone d'occupation américaine).
On aménage aussi trois cimetières monumentaux dédiés aux 20 000 soldats de l'Armée rouge tombés pendant la bataille de Berlin d'avril-mai 1945, et situé respectivement à Treptower Park (le plus important), à Tiergarten et à Schönholzer Heide, avec en plus le mémorial de Berlin-Buch.
En 1952, la RDA supprime ses cinq Länder et les remplace par quinze Bezirke (districts), Berlin-Est constituant l'un d'entre eux.

### Les événements de juin 1953
La reconstruction des infrastructures industrielles de la RDA (et celles de Berlin-Est) se fait sur la base d'une économie planifiée. Le premier plan quinquennal (1951-55) prévoit de hauts quotas de production pour l'industrie lourde. Après la mort de Staline cependant, la position des dirigeants est-allemands est fragilisée. Devant l'échec économique, les nouveaux dirigeants soviétiques sont très critiques et certains (dont Lavrenti Beria) vont jusqu'à envisager l'abandon de la RDA. Au printemps 1953, le parti annonce l'augmentation de la productivité de travail de 10 % sans compensation salariale, ainsi qu'une hausse des prix. 
La colère au sein de la population se répand rapidement et une manifestation éclate le 16 juin 1953 menée par des maçons travaillant sur le chantier de la Stalinallee. Le soir même, un communiqué lénifiant, mais sans portée pratique, annonce une révision de la mesure par le gouvernement.
Le 17 juin, la vague de révolte se répand dans l'ensemble de la RDA. À Berlin-Est, une foule de 60 000 personnes conspua les dirigeants, attaqua les locaux de la police, incendia les sièges de journaux et des entrepôts.
L'incendie de l'un d'entre eux (la Columbushaus), l'extension des émeutes à plusieurs villes de la RDA et l'implication d'ouvriers de Berlin-Ouest dans les évènements, incite le numéro un du régime, Walter Ulbricht, débordé, à faire appel aux troupes soviétiques pour réprimer un soulèvement qu'il qualifie de « contre-révolutionnaire », accusant les Occidentaux d'avoir fomenté les troubles. 
L’intervention de l'armée soviétique est sanglante, les soldats tirant à vue sur des citoyens désarmés. La répression se solde par la mort de 153 manifestants et de nombreux blessés, ainsi que des milliers d'arrestations, et provoque la fuite de nombreux Allemands de l'Est vers la RFA. Sur 19 millions d'habitants de RDA, plus de 3 millions s'enfuient à l'Ouest avant la construction du mur en août 1961.
Paradoxalement, la gravité même des événements sauve durablement Ulbricht, qui peut ainsi renforcer son emprise sur le SED et l'État. À Moscou, cet évènement provoquera par contre la chute de Beria qui fut alors destitué, condamné à mort et exécuté.

### D'une scission à l'autre
Après cet épisode, les travaux de reconstruction et de rénovation continuent, effaçant peu à peu les stigmates de la guerre :
- En 1957, la remise en état de la Porte de Brandebourg est achevée.
- En 1958, la restitution par les Soviétiques d'une partie des collections du musée de Pergame permet la réouverture de celui-ci.

On profite aussi de cette frénésie bâtisseuse pour aménager d'autres équipements, souvent en doublon de ceux existant à Berlin-Ouest :
le jardin zoologique de Berlin-Friedrichsfelde est créé en 1954 sur les 160 hectares de l'ancien château de Friedrichsfelde, devenant ainsi le pendant du zoo de Berlin situé à Charlottenburg.
Cependant, cet engouement cache mal la situation réelle que connaît la RDA depuis sa fondation : l'exode massif des citoyens est-allemands cause de sérieux problèmes socio-économiques menaçant en 1961 l'existence même du régime et de l'État communistes. L'échec trois ans auparavant de l'ultimatum de Khrouchtchev, remettant ouvertement en cause la présence de troupes occidentales à Berlin-Ouest, nécessite l'adoption de mesures draconiennes. Dans la nuit du 12 au 13 août 1961, des équipes de maçons placés sous la surveillance de policiers et de soldats posent les premiers grillages et barbelés autour des 115 km de frontière séparant Berlin-Ouest de la RDA (dont 43,1 kilomètres dans sa section intra-berlinoise). Bientôt, un mur de briques, puis de béton remplace ces installations provisoires, coupant ainsi souvent en deux des familles berlinoises vivant dans des secteurs différents de la ville.
Après une séparation politique, administrative, puis économique, Berlin est séparée de manière physique pendant plus de vingt-huit ans par une construction censée « protéger la RDA » que l'on surnomme en Occident le « mur de la Honte ».

### Berlin-Est, vitrine du «réalisme socialiste»

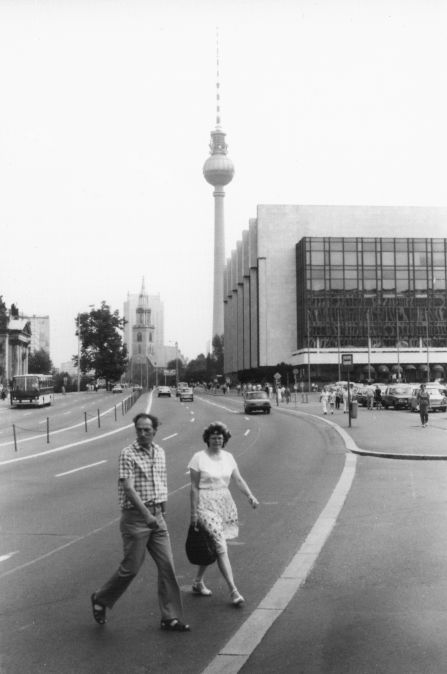
La Karl-Liebknecht-Straße avec la Fernsehturm et le palais de la République à l'arrière-plan à l'été 1989.

L'isolement du « chancre capitaliste » que représente Berlin-Ouest selon les autorités communistes exacerbe les rivalités architecturales entre les deux parties de la ville. L'Alexanderplatz sert de vitrine à la municipalité communiste et est dotée de monuments aux dimensions parfois impressionnantes : 
- Ainsi, la Haus des Lehrers (Maison de l'Enseignant), bâtiment construit entre 1962 et 1964 culminant à 54 mètres, est le premier immeuble de grande hauteur construit à Berlin.
- Il est suivi très peu de temps après par la symbolique Fernsehturm, la tour de télévision de 368 mètres de hauteur, dont la construction s'étale de 1965 à 1969, et est la plus élevée de la ville.
- Un troisième gratte-ciel, un hôtel de 2 000 lits, l'Interhotel Stadt Berlin est inauguré en 1970.
- Pendant la même période est érigé le centre commercial Warenhaus, 15 000 m² de surface, le plus grand de la RDA.

Cette restructuration de l'espace donne l'occasion au gouvernement d'organiser de grandes manifestations de masse : le Festival mondial de la jeunesse en 1973, la célébration des 25 ans de la RDA en 1974 ou la cérémonie commémorant les 30 ans de la fin de la guerre en 1975. 
Enfin, en avril 1976, non loin de là, l'inauguration du palais de la République, siège de la Volkskammer, le parlement de la RDA, construit en grande partie à l'emplacement du château de Berlin, constitue le point d'orgue de la reconstruction.
Cependant, des monuments anciens, notamment ceux situés sur l'île aux Musées, ne sont pas oubliés : en 1975, on lance également la restauration du Berliner Dom.
Les années 1980 ne sont pas particulièrement riches en constructions nouvelles, la crise latente étouffée par la dictature du régime communiste prend de plus en plus d'ampleur. Le mal-être de nombreux citoyens est-allemands les incite à quitter le pays par n'importe quel moyen. Le mécontentement populaire grandit jusqu'au 4 septembre 1989, date à laquelle environ 1 200 personnes défilent à Leipzig pour réclamer des réformes, notamment la liberté de circulation vers l'Ouest. Bientôt la colère gagne Berlin-Est.

### La réunification
Les célébrations du quarantième anniversaire de la RDA à Berlin en octobre 1989 sonnent le glas du régime communiste. 
Dans la soirée du 9 novembre, lors d'une conférence de presse transmise en direct par la télévision, Günter Schabowski, membre du comité central du SED, annonce à la surprise générale la levée immédiate de toutes les restrictions de voyage et l'ouverture des frontières. Au moment où la décision est diffusée à la télévision, des milliers de personnes se massent aux postes de passage le long du mur de Berlin. Vers 23 heures, le premier poste frontière à ouvrir ses barrières est celui de la Bornholmer Straße. Les autres suivent rapidement dans la liesse générale, de nombreuses familles berlinoises profitèrent de cette nouvelle liberté pour visiter Berlin-Ouest.
Le 13 novembre, la question de la réunification de l'Allemagne est ouvertement posée.
Le 22 décembre, la porte de Brandebourg, lieu symbolique de la division de la ville, est finalement rouverte devant une foule enthousiaste, en présence du maire de Berlin-Ouest Walter Momper, de son homologue de l'Est Erhard Krack, du chancelier fédéral Helmut Kohl et du président du conseil de la RDA Hans Modrow.
Le 18 mars 1990, de nouvelles élections sont organisées pour le renouvellement de la Volkskammer. La victoire des conservateurs de l’Allianz für Deutschland (« Alliance pour l'Allemagne »), constituée de la CDU est-allemande, l'Union sociale allemande (DSU) et le Renouveau démocratique (DA), décide en faveur d'une réunification rapide en utilisant l'article 23 de la loi fondamentale de la République fédérale d'Allemagne. 
Dès lors, les deux municipalités travaillèrent en étroite collaboration, pour canaliser les efforts de citoyens enthousiasmés par une réunification imminente et les deux assemblées municipales tiennent leur première réunion commune au Rotes Rathaus (ancien hôtel de ville central) le 12 juin 1990. 
La réunification de l'Allemagne est décidée en appliquant les lois fédérales à l'ex-RDA, le même processus devait s'appliquer à Berlin-Est vis-à-vis de Berlin-Ouest.
Le 3 octobre 1990, Berlin retrouve son unité le même jour que l'Allemagne tout entière en redevenant aussi sa capitale unique. La Constitution de Berlin votée par le Sénat ouest-berlinois 40 ans auparavant le 1er septembre 1950 et qui devait être valable pour l'ensemble du Land berlinois, entra finalement en vigueur le jour même sur le territoire de celui-ci, alors que les premières élections municipales communes y sont également organisées.